# Qauy viadukt
Qauy viadukt (anglicky Qauy Viaduct) je cihlový železniční viadukt, který překračuje Cams Hill ve Farehamu v hrabství Hampshire v Anglii a je chráněný jako památka II. stupně.

## Popis
Viadukt byl postaven kolem roku 1848 z červených cihel. Most nad Cams Hill s jedenácti oblouky s konstantní šířkou 0,914 m (30 stop), mimo šikmý oblouk nad Quay Street široký 10,97 m (36 stop), je dlouhý 141,732 m (155 yd). Viadukt byl uveden do provozu s železnicí London & South Western Railway do Coshamu v roce 1848.